# Wallen (Dithmarschen)
Wallen er en by og kommune i det nordlige Tyskland, beliggende i Amt Kirchspielslandgemeinden Eider i den nordlige del af Kreis Dithmarschen. Kreis Dithmarschen ligger i den sydvestlige del af delstaten Slesvig-Holsten.

## Geografi
Wallen ligger ved floden Ejderen.